# Keramikstempel von Elsfleth
Der Keramikstempel von Elsfleth im Landkreis Wesermarsch im Oldenburger Land in Niedersachsen ist ein vom schluffigen Marschenton konservierter Siedlungsfund. 
Der aus einer Geweihsprosse gefertigte Stempel, diente zum Verzieren von Keramik. Seine Länge beträgt 10,8 cm. Das Muster besteht aus zwei kräftig eingekerbten, konzentrischen Kreisen, die vor dem Brennen eines Gefäßes in den plastischen Ton eingedrückt wurden. Keramik mit Kreisaugenverzierung ist insbesondere aus Gräberfeldern der jüngsten Kaiser- und der Völkerwanderungszeit bekannt. 
Zwei weitere Stempel liegen aus der Dorfwurt Feddersen Wierde (Landkreis Cuxhaven) vor, hier allerdings aus einer älteren Siedlungsschicht. 
Geräte, Schmuck, Trachtbestandteile oder Werkzeuge aus organischem Material sind nur selten erhalten. 
Der Stempel befindet sich im Museum in Oldenburg. 